# Belvosia analis
Belvosia analis là một loài ruồi trong họ Tachinidae.